# Aumento del livello del mare
L'aumento del livello del mare è il fenomeno che, dovuto a varie cause, consiste nell'innalzamento progressivo del mare stesso, verificatosi inizialmente a metà dell'Ottocento, per poi assumere dimensioni maggiori a partire dalla metà del 1900 in concomitanza del riscaldamento globale.

## Innalzamento del mare e conseguenze
Tra il 1901 e il 2018, il livello medio globale del mare è aumentato di 15–25 cm (6-10 pollici), o 1–2 mm all'anno, mentre dal 2010 sta aumentando ad una velocità di 3,7 mm (0,146 pollici) all'anno.
Tra il 1993 e il 2018, l'espansione termica dell'acqua ha contribuito per il 42% all'innalzamento del livello del mare (SLR); lo scioglimento dei ghiacciai temperati ha contribuito per il 21%; La Groenlandia ha contribuito per il 15%; e l'Antartide ha contribuito per l'8%.
Poiché l'innalzamento del livello del mare è in ritardo rispetto ai cambiamenti della temperatura terrestre, continuerà ad accelerare tra oggi e il 2050 esclusivamente in risposta al riscaldamento già in corso, ciò esporrà decine di milioni di persone al rischio di inondazioni, colpendo città come Osaka, Rio De Janeiro e Shangai.
Il continente maggiormente colpito sarà l'Asia, in particolare Bangladesh, Cina, India, Indonesia, Giappone e Vietnam.
Le nazioni più povere possono anche avere difficoltà ad attuare gli stessi approcci per adattarsi all'innalzamento del livello del mare degli stati più ricchi, e l'innalzamento del livello del mare in alcune località può essere aggravato da altri problemi ambientali, come la subsidenza nelle cosiddette città che affondano. Gli ecosistemi costieri si adattano tipicamente all'innalzamento del livello del mare spostandosi nell'entroterra; ma potrebbe non essere sempre in grado di farlo, a causa di barriere naturali o artificiali.

## A livello regionale
L'innalzamento del livello del mare non è uniforme in tutto il mondo. Alcune masse terrestri si stanno muovendo verso l'alto o verso il basso come conseguenza della subsidenza (affondamento o assestamento del terreno) o del rimbalzo post-glaciale (innalzamento della terra a causa della perdita di peso dovuta allo scioglimento dei ghiacci). Pertanto, l'innalzamento locale del livello del mare relativo può essere superiore o inferiore alla media globale. Gli effetti gravitazionali del cambiamento delle masse di ghiaccio si aggiungono anche alle differenze nella distribuzione dell'acqua di mare in tutto il mondo.
L'Atlantico si sta riscaldando a un ritmo più veloce del Pacifico, ciò si ripercuote in maniera particolare sull'Europa.
La subsidenza totale causata dall'uomo nel delta del Reno-Mosa-Schelda (Paesi Bassi) è stimata a 3-4 m (10-13 piedi), oltre 3 m (10 piedi) nelle aree urbane del delta del fiume Mississippi (New Orleans) e oltre 9 m (30 piedi) nel delta del fiume Sacramento-San Joaquin: 81–90, inoltre, si stima che il mare di Barents entro il 2100 possa innalzarsi di 3 metri.

## Proiezioni

### 2030-2100
Ci sono due modi per modellare l'innalzamento del livello del mare e fare proiezioni future. In un approccio, gli scienziati utilizzano la modellazione basata sui processi, in cui tutti i processi fisici rilevanti e ben compresi sono inclusi in un modello fisico globale. Un modello di calotta glaciale viene utilizzato per calcolare i contributi delle calotte glaciali e un modello di circolazione generale viene utilizzato per calcolare l'aumento della temperatura del mare e la sua espansione. Uno svantaggio è che tutti i processi rilevanti potrebbero non essere sufficientemente compresi, ma l'approccio può prevedere non linearità e lunghi ritardi nella risposta che gli studi del recente passato mancheranno.
L'Intergovernmental Panel on Climate Change fornisce molteplici scenari plausibili dell'innalzamento del livello del mare del 21º secolo in ogni rapporto, a partire dal primo rapporto di valutazione dell'IPCC nel 1990. Le differenze tra gli scenari sono dovute principalmente all'incertezza sulle future emissioni di gas serra, che sono soggette a un'azione politica difficile da prevedere, nonché agli sviluppi economici. Gli scenari utilizzati nel quinto rapporto di valutazione (AR2013) 2014-5 sono stati chiamati percorsi di concentrazione rappresentativi o RCP. Una stima dell'innalzamento del livello del mare viene fornita con ciascun RCP, presentato come un intervallo con un limite inferiore e superiore, per riflettere le incognite. Il percorso RCP2.6 vedrebbe le emissioni di gas serra mantenute abbastanza basse da raggiungere l'obiettivo dell'accordo sul clima di Parigi di limitare il riscaldamento da 2100 a 2 °C. La SLR stimata entro il 2100 per RCP2.6 era di circa 44 cm (l'intervallo indicato era di 28–61 cm). Per RCP8.5 il livello del mare salirebbe tra 52–98 cm.
Uno studio del 2016 condotto da Jim Hansen ha presentato un'ipotesi di collasso della calotta glaciale vulnerabile che porta ad un'accelerazione esponenziale dell'innalzamento del livello del mare a breve termine, con un tempo di raddoppio di 10, 20 o 40 anni, portando così a un innalzamento del livello del mare di diversi metri rispettivamente in 50, 100 o 200 anni.
Entro il 2020, le perdite osservate della calotta glaciale in Groenlandia e Antartide sono risultate tracciare la gamma superiore delle proiezioni AR5. Di conseguenza, le proiezioni SLR aggiornate nella relazione speciale dell'IPCC del 2019 sull'oceano e la criosfera in un clima che cambia erano leggermente più grandi rispetto all'AR5. Un documento del febbraio 2021 ha rilevato che mentre le proiezioni AR5 apparivano irrealisticamente basse accanto all'estrapolazione delle tendenze osservate del livello del mare, le proiezioni in SROCC erano molto più adatte.
Il sesto rapporto di valutazione dell'IPCC (AR6) è stato pubblicato nell'agosto 2021. La sua serie principale di proiezioni sull'innalzamento del livello del mare era in definitiva solo leggermente più grande di quella in SROCC, con SSP1-2.6 risultante in un intervallo del 17-83% di 32–62 cm (121⁄2+–241⁄2+ in) entro il 2100, SSP2-4,5 con un risultato di 44–76 cm (171⁄2+–30 in) per 2100 e SSP5-8,5 che porta a 65–101 cm (251⁄2+–40 pollici). Il rapporto ha anche fornito proiezioni estese sia sull'estremità inferiore che su quella superiore, aggiungendo lo scenario SSP1-1.9 che rappresenta il raggiungimento dell'obiettivo di 1,5 °C e ha il probabile intervallo di 28–55 cm (11-211⁄2+ in), così come la narrativa "a bassa fiducia" che coinvolge processi come l'instabilità della calotta glaciale marina e l'instabilità delle scogliere di ghiaccio marine sotto SSP5-8.5. Per tale scenario, ha avvertito che l'innalzamento del livello del mare di oltre 2 m (61⁄2+ FT) entro il 2100 "non può essere escluso".

### 2100-2200
Modelli coerenti con le registrazioni paleo dell'innalzamento del livello del mare: 1189 indicano che una sostanziale SLR a lungo termine continuerà per secoli anche se la temperatura si stabilizza. Dopo 500 anni, l'innalzamento del livello del mare dovuto alla sola espansione termica potrebbe aver raggiunto solo la metà del suo livello finale, che i modelli suggeriscono possa trovarsi entro intervalli di 0,5–2 m (11⁄2+–61⁄2+ ft). Inoltre, si prevede che i punti critici delle calotte glaciali della Groenlandia e dell'Antartide svolgeranno un ruolo più importante su tali scale temporali, con SLR a lungo termine che probabilmente saranno dominate dalla perdita di ghiaccio dall'Antartide, specialmente se il riscaldamento supera i 2 °C (3,6 °F). Le continue emissioni di anidride carbonica da fonti di combustibili fossili potrebbero causare ulteriori decine di metri di innalzamento del livello del mare, nei prossimi millenni. Il combustibile fossile disponibile sulla Terra è sufficiente per sciogliere l'intera calotta glaciale antartica, causando circa 58 m (190 piedi) di innalzamento del livello del mare.

## Cause
I tre motivi principali per cui il riscaldamento causa l'innalzamento del livello globale del mare sono l'espansione degli oceani dovuta al riscaldamento, insieme all'afflusso di acqua dalle calotte glaciali e dai ghiacciai che si sciolgono. L'innalzamento del livello del mare dall'inizio del 20º secolo è stato dominato dal ritiro dei ghiacciai e dall'espansione dell'oceano, ma i contributi delle due grandi calotte glaciali (Groenlandia e Antartide) dovrebbero aumentare nel 21º secolo. [3] Le calotte glaciali immagazzinano la maggior parte del ghiaccio terrestre (∼99,5%), con un equivalente a livello del mare (SLE) di 7,4 m (24 ft 3 in) per la Groenlandia e 58,3 m (191 ft 3 in) per l'Antartide.
Ogni anno circa 8 mm (5⁄16 in) di precipitazioni (equivalente liquido) cadono sulle calotte glaciali in Antartide e Groenlandia, per lo più come neve, che si accumula e nel tempo forma ghiaccio glaciale. Gran parte di queste precipitazioni è iniziata quando il vapore acqueo è evaporato dalla superficie dell'oceano. Parte della neve viene spazzata via dal vento o scompare dalla calotta glaciale per fusione o sublimazione (trasformandosi direttamente in vapore acqueo).

## Le varie zone

### Antartide orientale
Storicamente, è stato meno studiato dell'Antartide occidentale in quanto era stato considerato relativamente stabile. Un'impressione che è stata sostenuta da osservazioni satellitari e dalla modellazione del suo bilancio di massa superficiale, Tuttavia, uno studio del 2019 ha impiegato una metodologia diversa e ha concluso che l'Antartide orientale sta già perdendo massa di ghiaccio in generale.
Il grande serbatoio di ghiaccio sull'Antartide orientale che potrebbe ritirarsi rapidamente è il bacino di Wilkes, che è soggetto all'instabilità della calotta glaciale marina. La perdita di ghiaccio da questi ghiacciai di sbocco è probabilmente compensata dai guadagni di accumulo in altre parti dell'Antartide.  Nel 2022, è stato stimato che il bacino di Wilkes, il bacino di Aurora e altri bacini subglaciali vicini avranno probabilmente un punto di non ritorno collettivo intorno a 3 °C (5,4 °F) di riscaldamento globale, sebbene possa essere alto come 6 °C (11 °F) o basso come 2 °C (3,6 °F). Una volta superato questo punto di non ritorno, il collasso di questi bacini subglaciali potrebbe avvenire da un minimo di 500 a un massimo di 10.000 anni: la linea temporale mediana è di 2000 anni. D'altra parte, l'intero EAIS non sarebbe impegnato a collassare fino a quando il riscaldamento globale non raggiunge 7,5 °C (13,5 °F) (intervallo tra 5 °C (9,0 °F) e 10 °C (18 °F)), e impiegherebbe almeno 10.000 anni per scomparire. Si suggerisce inoltre che la perdita di due terzi del suo volume possa richiedere almeno 6 °C (11 °F) di riscaldamento.

### Antartide occidentale
Anche se l'Antartide orientale contiene la più grande fonte potenziale di innalzamento del livello del mare, la calotta glaciale dell'Antartide occidentale (WAIS) è sostanzialmente più vulnerabile. In contrasto con l'Antartide orientale e la penisola antartica, le temperature sull'Antartide occidentale sono aumentate significativamente con una tendenza tra 0,08 °C (0,14 °F) per decennio e 0,96 °C (1,73 °F) per decennio tra il 1976 e il 2012.
Di conseguenza, mentre il bilancio di massa della calotta glaciale dell'Antartide orientale è rimasto relativamente stabile, le osservazioni satellitari hanno registrato un sostanziale aumento dello scioglimento del WAIS dal 1992 al 2017, con conseguente 7,6±3,9 mm dell'innalzamento del livello del mare in Antartide, con un ruolo sproporzionato svolto dai ghiacciai di deflusso nell'Amundsen Sea Embayment potrebbe aver contribuito a questo aumento.
Nel 2021, AR6 ha stimato che mentre l'aumento mediano dell'innalzamento del livello del mare dallo scioglimento della calotta glaciale dell'Antartide occidentale entro il 2100 è ~11 cm (5 pollici) in tutti gli scenari di emissione (poiché l'aumento del riscaldamento intensificherebbe il ciclo dell'acqua e aumenterebbe l'accumulo di neve sulla calotta glaciale all'incirca allo stesso ritmo con cui aumenterebbe la perdita di ghiaccio), può plausibilmente contribuire fino a 41 cm (15 pollici) entro il 2100 nello scenario a basse emissioni e 57 cm (20 pollici) in quello a emissioni più elevate. Ciò è dovuto al fatto che WAIS è vulnerabile a diversi tipi di instabilità, il cui ruolo rimane difficile da modellare. Questi includono l'idrofratturazione (dove l'acqua di fusione che si raccoglie in cima alle piscine della calotta glaciale in fratture e le costringe ad aprirsi).
I ghiacciai Thwaites e Pine Island sono stati identificati come potenzialmente inclini a processi di instabilità della calotta glaciale. La topografia rocciosa di entrambi i ghiacciai diventa più profonda nell'entroterra, esponendoli a un'intrusione di acqua più calda nella zona di messa a terra.

### Groenlandia
La maggior parte del ghiaccio sulla Groenlandia fa parte della calotta glaciale groenlandese, che arriva uno spessore massimo di circa 3 km. Altri ghiacci della Groenlandia formano ghiacciai isolati e calotte glaciali. Le fonti che contribuiscono all'innalzamento del livello del mare dalla Groenlandia provengono dallo scioglimento della calotta glaciale (70%) e dal distacco dei ghiacciai (30%). La perdita media annua di ghiaccio in Groenlandia è più che raddoppiata all'inizio del XXI secolo rispetto al XX secolo.
Alcune parti della calotta glaciale della Groenlandia sono già note per essere impegnate in un inarrestabile innalzamento del livello del mare. I ghiacciai periferici e le calotte glaciali della Groenlandia hanno attraversato un punto di non ritorno irreversibile intorno al 1997 e continueranno a sciogliersi. Uno studio successivo aveva rilevato che il clima degli ultimi 20 anni (2000-2019) sarebbe già risultato della perdita di ~ 3,3% di volume in questo modo in futuro, impegnando la calotta glaciale a un eventuale 27 cm di reflex, indipendentemente da eventuali future variazioni di temperatura.

### Il Mediterraneo
Attualmente il mar Mediterraneo fa registrare un aumento medio di 3,6 mm ogni 10 anni.

## Possibili rimedi
Una strategia di ritiro gestita è difficile se la popolazione di un'area sta rapidamente aumentando: questo è un problema particolarmente acuto per l'Africa, dove si prevede che la popolazione delle zone costiere basse aumenterà di circa 100 milioni di persone entro i prossimi 40 anni.

## Biogeografia

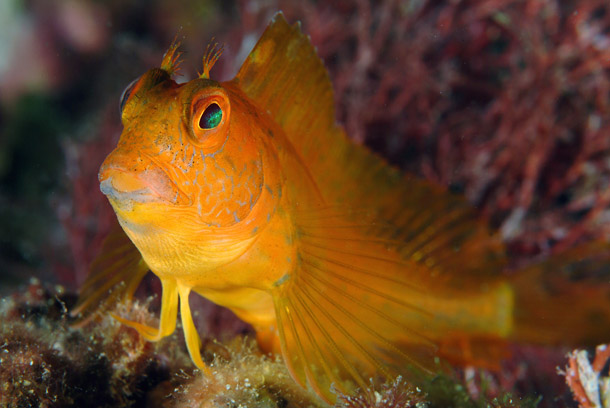
Parablennius pilicornis o bavosa africana

Le specie tropicali penetrate in Mediterraneo appartengono a due classi principali in base alla provenienza: in alcuni casi si tratta di organismi passati attraverso il Canale di Suez, provenienti dal Mar Rosso.